# Pachycondyla metanotalis
Pachycondyla metanotalis is een mierensoort uit de onderfamilie van de Ponerinae. De wetenschappelijke naam van de soort is voor het eerst geldig gepubliceerd in 1918 door Luederwaldt.